# Луцкая и Острожская епархия (униатская)
Луцкая и Острожская епархия (лат. Eparchia Luceoriensis et Ostrogiensis Ruthenorum, пол. Diecezja łucko-ostrogska) — административно-территориальная единица (епархия) Униатской церкви в Речи Посполитой. Возникла в 1596 году в результате Брестской унии. Перестала существовать после разделов Речи Посполитой. На короткое время восстанавливалась в Российской империи (1798—1828). Кафедра была в Луцке и Остроге.
Униатская Луцко-Острожская епархия была образована 23 декабря 1596 года буллой Magnus Dominus папы Климента VIII. Ещё до Брестского синода, 2 мая 1594 года, епископ Кирилл Терлецкий провозгласил в Луцке, что принимает унию с Римской церковью. В реальности на территории епархии начался конфликт между сторонниками унии и противниками, в результате которого параллельно с Луцкими униатскими епископами существовала православная епархия, вначале нелегальная, а в 1632-1633 узаконенная сеймом и новым королём Владиславом IV. 